# Pseudocydonia sinensis
Pseudocydonia sinensis, comúnmente llamado membrillo (o membrillero) chino o japonés, es la única especie del género Pseudocydonia. Es un árbol caducifolio o semiperennifolio de la familia de las Rosaceae, nativo del este de Asia, China.
El membrillo chino está estrechamente relacionado con el género este asiático Chaenomeles, donde a veces se incluye como Chaenomeles sinensis, pero difiere notablemente en que carece de espinas, y en que las flores brotan desagrupadas. También está estrechamente relacionado con el género de membrillo europeo Cydonia, pero difieren en las hojas aserradas.

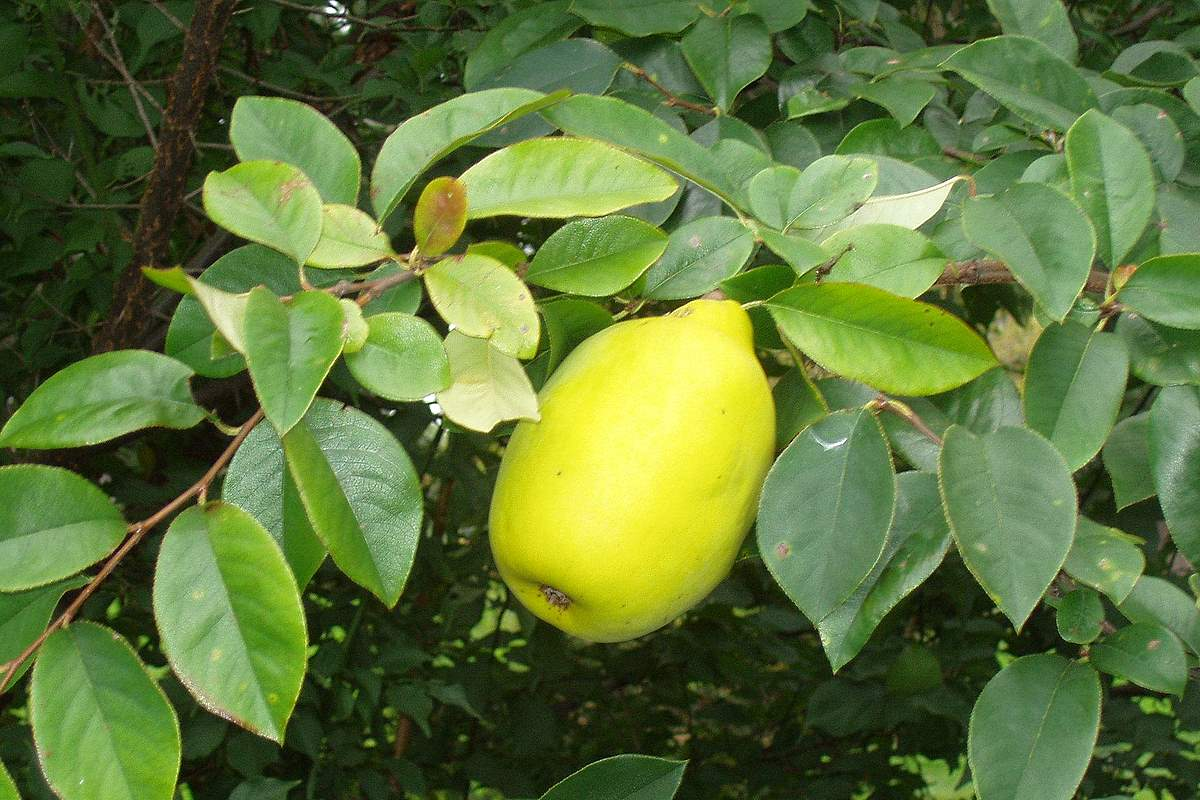
Frutos

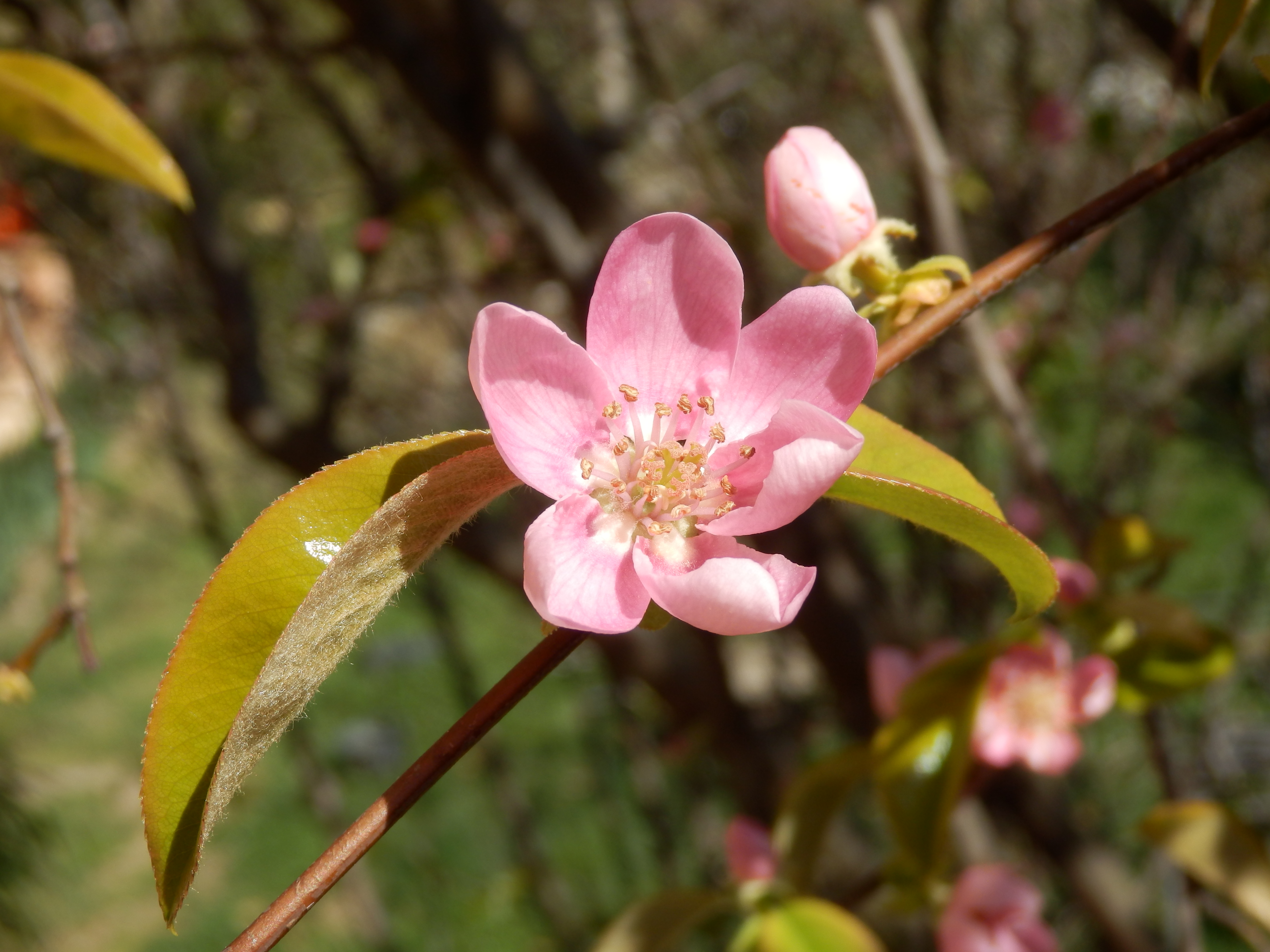
Flor

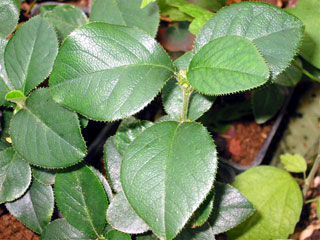
Hojas

## Descripción
Crece hasta 10-18 m de altura, con una corona densa, y fina. Hojas alternadas, simples, de 6-12 cm de largo y 3-6 cm de ancho, con márgenes aserrados. Las flores tienen 2,5-4 cm de diámetro, con 5 pétalos rosa pálido y brotan a mediados de primavera. El fruto es un pomo grande y ovoide de 12-17 cm de longitud con cinco carpelos, desprende un intenso olor dulce y madura a fines de otoño.

## Usos
El fruto es duro y astringente, aunque se ablanda y vuelve menos astringente al dejarse pasar de maduración. Puede usarse igual al membrillo para hacer mermeladas. También crece como planta ornamental en el sur de Europa.
Su néctar es muy requerido por las abejas.

## Taxonomía
Pseudocydonia sinensis fue descrita por (George Louis Marie Dumont de Courset) C.K.Schneid. y publicado en Repertorium Specierum Novarum Regni Vegetabilis 3(38/39): 181, en el año 1906.
Sinonimia
- Chaenomeles chinensis (Dum.Cours.) Koehne
- Cydonia chinensis Lindl.
- Cydonia sinensis (Dum.Cours.) Thouin
- Cydonia vulgaris Pavol.
- Malus communis var. chinensis (Dum.Cours.) Wenz.
- Malus sinensis Dum.Cours.
- Pseudocydonia sinensis (Dum.Cours.) C.K.Schneid.
- Pyrus chinensis Spreng.
- Pyrus sinensis (Dum.Cours.) Poir.[6]

## Otros membrillos
Otras cuatro especies de membrillo (ahora separadas, pero antes incluidas en el género "Cydonia") son:
- el "membrillo común" (única restante en el género Cydonia) y
- tres membrillos con flor propios del este de Asia (del género Chaenomeles, donde a veces se incluye por error a Pseudocydonia sinensis, llamándola "Chaenomeles sinensis").